# Suecia en los Juegos Paralímpicos de Toronto 1976
Suecia estuvo representada en los Juegos Paralímpicos de Toronto 1976 por un total de 68 deportistas, 56 hombres y 12 mujeres.

## Medallistas
El equipo paralímpico sueco obtuvo las siguientes medallas:
| Nombre                                                          | Deporte       | Evento                                             |
| --------------------------------------------------------------- | ------------- | -------------------------------------------------- |
| Oro                                                             |               |                                                    |
| H. Håkansson                                                    | Atletismo     | 60 m 5 femenino                                    |
| A. Anderson                                                     | Atletismo     | Salto de longitud A femenino                       |
| E. Berglund                                                     | Atletismo     | Jabalina D masculino                               |
| E. Berglund                                                     | Atletismo     | Jabalina de precisión D masculino                  |
| Rolf Johansson                                                  | Atletismo     | 100 m 5 masculino                                  |
| Lars Löfström                                                   | Atletismo     | Eslalon 3 masculino                                |
| C. Gillfors                                                     | Atletismo     | Salto de altura sin impulso A masculino            |
| Bengt-Gösta Johansson                                           | Atletismo     | Pentatlón C1 masculino                             |
| Benny Nilsson                                                   | Halterofilia  | Peso pluma masculino                               |
| Frank Skaret                                                    | Natación      | 100 m braza A masculino                            |
| Frank Skaret                                                    | Natación      | 100 m espalda A masculino                          |
| Frank Skaret                                                    | Natación      | 100 m libre A masculino                            |
| S. Verner                                                       | Natación      | 100 m libre B masculino                            |
| S. Verner                                                       | Natación      | 100 m mariposa B masculino                         |
| S. Verner                                                       | Natación      | 400 m estilos B masculino                          |
| Tore Nilsson                                                    | Natación      | 100 m braza 5 masculino                            |
| Tore Nilsson                                                    | Natación      | 100 m espalda 5 masculino                          |
| G. Erikson                                                      | Natación      | 25 m espalda 1B masculino                          |
| J. Augustsson                                                   | Tenis de mesa | Individual C masculino                             |
| Heding G. Nilsson                                               | Tenis de mesa | Dobles 2 masculino                                 |
| Bodil Elgh                                                      | Tiro con arco | Ronda FITA clase abierta femenino                  |
| Plata                                                           |               |                                                    |
| H. Håkansson                                                    | Atletismo     | 800 m 5 femenino                                   |
| Lars Löfström                                                   | Atletismo     | 100 m 3 masculino                                  |
| C. Gillfors                                                     | Atletismo     | Salto de longitud A masculino                      |
| Lars-Göran Nilsson                                              | Atletismo     | Pentatlón B masculino                              |
| N. Ander                                                        | Atletismo     | Pentatlón C masculino                              |
| Bengt Christoffersson Rolf Johansson Lars Löfström Birger Nordh | Atletismo     | 4 × 60 m 2-5 masculino                             |
| Bengt Lindberg                                                  | Halterofilia  | Peso pesado masculino                              |
| Britt-Marie Samuelsson                                          | Natación      | 100 m braza D femenino                             |
| Britt-Marie Samuelsson                                          | Natación      | 100 m espalda D femenino                           |
| Britt-Marie Samuelsson                                          | Natación      | 100 m libre D femenino                             |
| Britt-Marie Samuelsson                                          | Natación      | 200 m estilos D femenino                           |
| M. Tufuesson                                                    | Natación      | 50 m espalda 3 femenino                            |
| M. Tufuesson                                                    | Natación      | 75 m estilos 3 femenino                            |
| Eila Nilsson                                                    | Natación      | 100 m braza A femenino                             |
| Eila Nilsson                                                    | Natación      | 100 m libre A femenino                             |
| J. Tornkuiss                                                    | Natación      | 50 m mariposa 5 femenino                           |
| Sven Eryd                                                       | Natación      | 100 m braza C masculino                            |
| Sven Eryd                                                       | Natación      | 100 m mariposa C masculino                         |
| Sven Eryd                                                       | Natación      | 200 m estilos C masculino                          |
| S. Verner                                                       | Natación      | 100 m braza B masculino                            |
| S. Verner                                                       | Natación      | 100 m espalda B masculino                          |
| L. Anderson                                                     | Natación      | 100 m espalda 5 masculino                          |
| Anders Eriksson                                                 | Natación      | 100 m libre B masculino                            |
| Hans Lindström                                                  | Natación      | 100 m libre C masculino                            |
| Tore Nilsson                                                    | Natación      | 150 m estilos 5 masculino                          |
| Tore Nilsson L. Anderson K. Karlsson O. Tjärnberg               | Natación      | 4 × 100 m estilos clase abierta masculino          |
| A. Pettersson                                                   | Tenis de mesa | Individual E masculino                             |
| G. Bonderud G. Nilsson                                          | Tenis de mesa | Dobles 1C masculino                                |
| Bronce                                                          |               |                                                    |
| Birger Nordh                                                    | Atletismo     | 100 m 4 masculino                                  |
| Birger Nordh                                                    | Atletismo     | 1500 m 4 masculino                                 |
| Leif Hedman                                                     | Atletismo     | Eslalon 1B masculino                               |
| Leif Hedman                                                     | Atletismo     | Pentatlón 1B masculino                             |
| E. Berglund                                                     | Atletismo     | Disco D masculino                                  |
| Rolf Johansson                                                  | Atletismo     | Eslalon 5 masculino                                |
| Bengt-Gösta Johansson                                           | Atletismo     | Jabalina de precisión C1 masculino                 |
| Gösta Andersen                                                  | Atletismo     | Saltdo de altura C masculino                       |
| Mats Lindblad                                                   | Atletismo     | Salto de longitud B masculino                      |
| Helen Rönnegård                                                 | Natación      | 100 m Breaststroke D femenino                      |
| K. Wiksén                                                       | Natación      | 150 m estilos 6 femenino                           |
| L. Anderson                                                     | Natación      | 50 m mariposa 5 masculino                          |
| L. Anderson                                                     | Natación      | 100 m libre 5 masculino                            |
| L. Anderson                                                     | Natación      | 150 m estilos 5 masculino                          |
| K. Karlsson                                                     | Natación      | 50 m libre 3 masculino                             |
| Stuce Djupenström                                               | Natación      | 100 m braza A masculino                            |
| Anders Eriksson                                                 | Natación      | 100 m braza B masculino                            |
| Petter Fielding                                                 | Natación      | 100 m espalda B masculino                          |
| Sven Eryd                                                       | Natación      | 100 m libre C masculino                            |
| J. Friesland                                                    | Natación      | 100 m libre D masculino                            |
| Hans Lindström                                                  | Natación      | 100 m mariposa C masculino                         |
| Tore Nilsson L. Anderson O. Tjärnberg                           | Natación      | 3 × 100 m estilos clase abierta masculino          |
| Olle Johansson                                                  | Tenis de mesa | Individual 4-5 masculino                           |
| G. Bonderud                                                     | Tenis de mesa | Individual 1C masculino                            |
| M. Eden U. Hörnlund A. Luks                                     | Tiro con arco | Distancia avanzada por equipos clase abierta mixto |